# Les Siestes électroniques
Les Siestes électroniques est un festival apparu en 2002 consacré aux cultures émergentes. Principalement axée autour des musiques actuelles dites "aventureuses", la programmation se veut riche, pointue et ouverte au grand public. 
L'essentiel des concerts se déroule l’après-midi, en plein air, dans des parcs public, l’ambiance y est plutôt familiale et détendue. Ces concerts sont gratuits. Ceux-ci sont parfois complétés par des événements nocturnes, souvent organisés dans des lieux atypiques ainsi que par des ateliers pédagogiques.
Le festival se tient traditionnellement fin juin à Toulouse, mais s'est également tenu à Paris en juillet, au Musée du quai Branly, de 2011 à 2017.

## Concept
Le festival des Siestes électroniques est l’un des premiers en France[réf. nécessaire] à avoir privilégié une écoute «  horizontale » [pas clair], diurne, en plein air, en centre-ville. Plusieurs manifestations ont développé le même concept : feux Les Aires Libres à Marseille et Sous la Plage à Paris, aujourd'hui Les Goûters électroniques à Nantes. À Montréal, le Piknic Electronik existe quant à lui depuis 2003.

## Historique

### Années 2000
- 2001 : l'association Rotation, contrainte par un manque de lieux consacrés aux musiques actuelles amplifiées et de visibilité pour les musiques électroniques en particulier tente d'imposer l’idée d’un festival gratuit, en plein air, au cœur de l'espace urbain.
- 2002 : première édition du festival Les Siestes Electroniques. 4 week-ends sont programmés, de mi-juillet à mi-août (l’un d’entre eux sera annulé pour cause d'intempéries).
- 2003 : Les Siestes Electroniques passent de 4 à 3 week-ends, déménagent de la Prairie des Filtres au jardin Raymond VI et la programmation s’étoffe. Sont déjà représentés le Japon, le Mexique, les États-Unis et différents pays d’Europe, en particulier l’Allemagne. Le premier showcase (Ableton Live) est présenté au musée d’art moderne et contemporain jouxtant le jardin Raymond VI, Les Abattoirs.
- 2004 : Les Siestes Electroniques passent de 3 à 2 week-ends. Le volet showcase est reconduit et deux soirées sont organisées à la Chapelle des Carmélites.
- 2005 : Les Siestes Electroniques sont organisées sur 2 week-ends. Le volet clubbing prend de l’ampleur, un nouveau lieu (Église Saint-Pierre des Cuisines) est choisi pour y organiser des concerts consacrés au piano et une exposition multimédia est mise en place le temps du festival.
- 2006 : concerts gratuits en plein-air, clubbing, exposition, showcase, atelier pédagogique pour enfants, concerts thématiques et programmation off s’enchaînent sur 2 semaines. Un cycle de concert annuel consacré aux musiques expérimentales est lancé en partenariat avec les associations Volksystem et Annexia : "AVR".
- 2007 : le festival bénéficie d'une formule plus dense, sur 5 jours de manifestations. La programmation s'étoffe encore un peu plus, s'ouvrant notamment aux personnalités fortes de la pop ou de la cosmic-disco. Les concerts en semaines prennent pour écrins la cour intérieure de la DRAC et les concerts gratuits reviennent à la Prairie des Filtres. Un partenariat est noué avec le festival berlinois club transmediale, prémisse à la création du réseau international de festivals ICAS[2]. Cette année lance ainsi le volet export du festival et 3 dates étrangères seront organisées (à Berlin donc, mais aussi Riga et La Haye). L'année 2007 voit également le lancement du cycle de concert annuel "Electronica" au Centre culturel Bellegarde.
- 2008 : la formule du festival reste sensiblement la même. La traditionnelle soirée club du samedi soir est cependant organisée dans la nouvelle salle Le Bikini. En février est organisée une mini Siestes Electroniques au Caire et en octobre un mini festival à Kyoto.
- 2009 : le festival obtient le label de manifestation éco-responsable. Des ateliers pour enfants ainsi qu'une exposition d'art contemporain sont à nouveau organisés en marge des concerts. Les concerts en semaine sont organisés aux ateliers du Théâtre Garonne. En août, Les Siestes Electroniques débarquent à Montréal dans le cadre d'un partenariat avec leurs homologues des Piknic Electronik. Le cycle de concerts "AVR" est mis en sommeil puis arrêté, les concerts "Electronica" continuent d'être organisés au Centre Culturel Bellegarde et une nouvelle "série" des soirées nocturnes voit le jour : "Les Siestes Party" prenant place dans les bars de Toulouse.

### Années 2010
- 2010 : la formule du festival reste sensiblement la même, mais la traditionnelle soirée Club du festival quitte la salle du Bikini. Vendredi 25 juin est ainsi organisée une "Rave Party" aux Grandes Halles de la Cartoucherie, un ancien site industriel (ex GIAT industries). En novembre 2010 est également organisé la première édition des Siestes Electroniques au Congo (Brazzaville).
- 2011 : 10e édition du festival à Toulouse. Un record d'affluence est atteint à la Prairie des Filtres avec environ 18 000 spectateurs sur les 4 jours de concerts gratuits. La soirée club est organisée au salon Marengo. Les concerts "Electronica" sont arrêtés faute de moyens et de temps. Une première édition parisienne du festival est organisée en partenariat avec le Musée du quai Branly et, par deux fois, des concerts sont organisés à Berlin.
- 2012 : les concerts gratuits quittent la Prairie des Filtres pour le Jardin Compans-Caffarelli. La soirée club est organisée dans le gymnase du lycée Deodat de Severac. Une deuxième édition parisienne du festival est de nouveau organisée en juillet, en partenariat avec le Musée du quai Branly ainsi qu'une deuxième édition au Congo. Des concerts sont organisés à Abu Dhabi et Berlin. Une revue, nommée Audimat, est publiée pour la première fois.
- 2013 : 12e édition du festival à Toulouse (au jardin Compans-Caffarelli pour les concerts gratuits et à La Grainerie pour la soirée club). 3e édition du festival à Paris (au Musée du quai Branly). 2e numéro pour la revue Audimat. Des concerts sont organisés à Montevideo, Buenos Aires, Amsterdam, Montréal, Ho Chi Minh Ville et Hanoi dans le cadre de la saison croisée France-Vietnam organisée par l'Institut Français.
- 2014 : En partenariat avec Dailymotion, création de la chaîne vidéos "Musique Info Service", une déclinaison de la Revue Audimat, animée par Etienne Menu, l'un des deux rédacteurs en chef de la revue et 3 invités issus du secteur musical ou du journalisme. Toutes les deux semaines, trois vidéos sont mises en ligne et font la critique de 3 albums. Création musicale avec le groupe Saåad, en co-production avec le festival Toulouse les Orgues. Participation aux événements musicaux en lien avec le Festival International d'Art de Toulouse, une manifestation imaginée par l'équipe du Printemps de Septembre. Arrêt des soirées club des Siestes à Toulouse faute de lieux appropriés ou des autorisations nécessaires.
- 2015 : Arrêt de l'émission "Musique Info Service" faute d'audience. Conception et organisation de la première édition de la manifestation Paris Musée OFF (programmation artistique imaginée par Samuel Aubert, directeur artistique des Siestes Electroniques, associant arts graphiques, musique, performances, dans 8 musées de la Ville de Paris). Création musicale avec le duo Plapla Pinky, en co-production avec le festival Toulouse les Orgues.
- 2016 : 15e édition du festival à Toulouse, toujours au jardin Compans Caffarelli. 6e édition à Paris, au musée du quai Branly - Jacques Chirac. 5e numéro et 6e numéro de la Revue Audimat dont le rythme de publication passe d'annuel à semestriel. Mini festival organisé à Séoul (Corée du Sud) dans le cadre de la saison croisée France-Corée. Le festival participe également au Printemps de septembre à Toulouse.
- 2017 : En mai, le festival intervient au musée des Augustins à Toulouse pour la Nuit Européenne des Musées. 16e édition du festival à Toulouse au jardin de Compans-Caffarelli, l'ensemble des membres du réseau européen Shape Platform se réunit à Toulouse. La 7e édition à Paris se tient sur un week-end complet. Export du festival au Maroc, en Italie, en Allemagne et en Guinée.
- 2018 : 17e édition du festival à Toulouse. 1ère édition du festival à Coimbra au Portugal en partenariat avec la Casa das Artes Bissaya Barreto. Arrêt de l'édition parisienne en partenariat avec le Musée du quai Branly d'un commun accord. Lancement du projet Blockchain My Art visant à créer une application de paiement pour festivalier offrant une transparence sur le budget du festival. Numéro 10 de la revue Audimat.
- 2019 : 18e édition du festival à Toulouse avec pour changement notable l'organisation de concerts aux petits-matins. 2e édition des Siestes à Coimbra. 1ere édition du festival à Nogent-sur-Marne en partenariat avec la Fondation des artistes. Lancement du quotidien en ligne de recommandations musicales Musique Journal.

### Années 2020
- 2020 : La crise sanitaire conduit l'équipe du festival à annuler l'édition et à inviter les artistes à produire des œuvres[3] ou une réflexion critique sur la notion de "Musique et Soin[4]".
- 2021 : La crise sanitaire se poursuit, pour autant l'association et l'équipe du festival proposent aux publics une installation sonore dans le jardin de Compans-Caffarelli à Toulouse, deux jours durant, diffusant des œuvres musicales ou radiophoniques. Une édition à Pantin[5] est lancée au parc des Courtillières[6].
- 2022 : Le festival célèbre ses 20 ans du 23 et 26 juin.

## Programmation

### Années 2020
- 2021 : une installation sonore diffuse les œuvres de : Marta de Pascalis, Felix Blume, Nina Harker, Zoé Mc Pherson, Guillaume Malaret et François Dumeaux, Valentina Magaletti, Lukas König, Ensemble 0, Loup Uberto, Avtomat, Organizatsiya, Odete, Esther, Yann Gourdon, Morton Feldman, Joanna Brouk, Jay Glass Dubs, Flore, Nina Harker[7]
- 2020 : en raison de la crise sanitaire, les éditions à Toulouse et à Nogent-sur-Marne sont annulées. L'équipe du festival, avec l'aide de l'équipe éditoriale de la Revue Audimat, imaginent une édition en ligne et longue durée "Musique et Soin[8]" qui interroge au moyen d'articles, de contenus audio et vidéo les possibles vertus thérapeutiques de la musique.

### Années 2010
- 2019 : en ouverture du festival, projection du documentaire "Le premier mouvement de l'immobile" de Sebastiano d'Ayala Valva au cinéma l'American Cosmograph et rencontre avec Noémie Le Lay-Mérillon. Concerts : Maria W Horn, Ben Shemie, Sacrifice Seul, Dis Fig, Slikback, Dj Sotofett, Etienne Menu en partenariat avec Musique Journal commente la scène indépendante toulousaine de la fin des années 1970, Erwan Keravec & Yann Gourdon, HHY & The Macumbas, BbyMutha, Betty & Teki Latex, Graal, Tim Lawrence, Patrick Vidal, Yohm, Danny L Harle, Perrine en Morceaux, Amaury Cornut commente l'écoute de titres audio-naturalistes de Moondog, Clan Caiman, Triplego, Od Bongo, Hatis Noit[9],[10].

A Nogent-sur-Marne : Quentin Kôôl, Rabit, Swan Meat & Cecilia, Young Echo, François Atlas, TGV (Tristan Gaston Vallet) + SPMDJ (Syndrome Pré Menstruel) + FLY BIEN, Ding Dong (Cosmic Néman & Quéméré), Lover Club & Erwan Evin De La Sin + Installation sonore par Félix Blume.
- 2018 : Mohamed Lamouri, Demdike Stare, Vladimir Ivkovic, Dominique Dalcan, Aisha Devi, OKO Dj, Red Trio, Alex Zhang Hungtai, Efrim Manuel Menuk, Chouk Bwa & The Angstromers, YoungQueenz, Too Smooth Christ, Hailu Mergia, Sourdure, Flora (Varg & AnnaMelina), Kamile Zaveckaite
- 2017 : Gaussian Curve, Huerco S., Marie Davidson, Princess Nokia, Gaspar Claus, Kate NV, Gum Takes Tooth, Harvey Sutherland & Bermuda, Seekersinternational, LB aka Labat, Tako Reyenga & Dynamons, Céh, Ron Morelli

A Paris : Sourdure, Piu Piu, N.M.O., Danny L Harle, Carl Stone, Manu Le Malin, Jean Rouch (projection de films)
- 2016 : Rabih Beaini, Vincent Moon, Dawn Richard, M.E.S.H., Giant Swan, Levon Vincent, Tengger, Raze de Soare, Stara Rezka, Wbeeza, Odaeri, Nicholas Krgovich, Hashman Deejay, Deux boules vanille

A Paris : Vacarme, Kartell, La Souterraine, Gaika, Isaac Delusion, Mr Mitch, L'Ocelle Mare, Voiski
- 2015 : A Toulouse : Saaad, Tasseomancy, Sophie, French Fries, Księżyc, Vessel, Lorenzo Senni, Man Power, One Man Nation, Holly Herndon, Ghost Culture, Dj Nigga Fox

A Paris : Aïsha Devi, Eric Chenaux, Stephen O’Malley, Jéricho, Aymeric de Tapol, Animalsons, Ed Wreck, Para One, Zaltan, Frànçois and the Atlas Mountains
- 2014 : A Toulouse : Jaakko Eino Kalevi, Cabaret Contemporain, Bruma, Magic Mountain High (Move D, Juju & Jordash), Giai Dieu #57 X, Hypnobeat (James Dean Brown + Helena Hauff), Powell, French Fries, Aquaserge, Senyawa, Jessy Lanza, Syracuse

A Paris : Giai dieu #57. x, Joakim, Kindness, Heatsick, Bambounou, Frédérique Sanchez, Ron Morelli, Frank Fairfield, Les cris de Paris
- 2013 : À Toulouse : Marvin, Pneu, Electric Electric, Papier Tigre, Bipolar, Dscrd, Polar Inertia, Cold, DIY Music Academy, Redshape, The Analogue Cops, Dj Deep, Polygron, Sturqen, Cut Hands, Boston Bun, Paris Suit Yourself, Andy Stott, Spectral Park, Redinho

À Paris : Vincent Moon, Kangding Ray, Sinner DC, Pierre Bastien, Sylvain Chauveau, Low Jack, Dj Arc de Triomphe, Gangpol & Mit
- 2012 : À Toulouse : Nils Frahm, Elektro Guzzi, Hypnolove, Funkineven, Pional, John Talabot, Saaad, Morphosis, Matthew Friedberger, James Blackshaw, Kassem Mosse, Tom Terrien, Tanya Tagaq, Aymeric Hainaux, Bruce Lamont, Luke Abbott, Redinho

À Paris : Plapla Pinky, Keith Fullerton Whithman, Alan Bishop, Hicham Chadly, Sam Tiba, Jean Nipon, Doug Shipton, NLF3, Arandel
- 2011 : À Toulouse : Etienne Tron, Shangaan Electro, DIRTY Soundsystem, Arnaud Fleurent-Didier, Cadik Travel Agency, Lucrecia Dalt, Villa Nah, Lone, Umberto, Connan Mockasin, James Pants, Jess & Crabe, Ata, Oliver Hafenbauer, Prins Thomas, Arto Mwambe

À Paris : Débruit, Pilooski, The Berg Sans Nipple, Bimbo Tower Sound System, Secousse Sound System, Awesome Tapes From Africa, Romain BNO, Laurent Jeanneau
- 2010 : Aquaserge, Kawabata Makoto, Keiji Haino, Stanley Brinks, Pantha du Prince, Joakim, Jackson and His Computer Band, George Issakidis, Es, The Ruby Suns, Machine Drum, Rebolledo, Marc Démereau, Chateau Marmont, Mount Kimbie, Junior Boys

### Années 2000
- 2009 : Alva Noto, Suicide Club, Fukkk Offf, Ariel Pink, Anoraak, The Eternals, Para One & San Serac, Lawrence, Isolée, Dj Koze, Ghostape, Étienne Jaumet, Kim Hiorthoy, Prosumer, Half a rainbow, Dominique Leone, Larytta, Hudson Mohawke, Mondkopf
- 2008 : Atom Heart, Tenori-On, Bertrand Burgalat, Les Shades, So So Modern, Fancy, Turzi, Sebastien Tellier, Lindstrom, Damian Lazarus, American Tourister, A Mountain of One, Milky Globe & Isan, The Emperor Machine, Mondkopf, Damon & Naomi, Dapayk & Padberg, Errorsmith
- 2007 : Para One, Superpitcher, Pascal Comelade, Sebastien Tellier, Fujiya & Miyagi, Joakim, Château Flight, Robert Henke, Appleblim, Echo, Todd Terje, Marco Passarani, Henning Specht, Pierre Bastien, Charlemagne Palestine, Xela, Angel, Anton Prize, Kammerflimmer Kollektief, Pigna People
- 2006 : Juan Atkins, Modeselektor, Ada, Justus Koehncke, Legowelt, Kevin Blechdom, Taylor Savvy, Hauscka, Marion Lambert, Daniel Wang, Tellemake, A Hawk and a Hacksaw, Toshiyuki Yasuda, Midi & Demix, Ensemble, Schneider TM, France Copland, Koyote & Goon, Electroluxe, Midaircondo, Krikor, Avia Gardner, Opiate, Juicy Panic
- 2005 : Thomas Fehlmann, DAT Politics, Vladislav Delay, Agf, Marc Collin, Jan Jelinek, Sylvain Chauveau, Modeselektor, DJ Feadz, Bmx, Mike Dred, Rex The Dog, Dexima, Fedaden, Trapist, Brooks, Funckarma, Masha Qrella, Magnetophone, Phonem, Nôze, Daniel Meteo, Paul Stuart and the sweet Powerpack
- 2004 : Funkstörung, Richard Devine, Lusine ICL, Yoshihiro Hanno, Orchestre de chambre de Toulouse, Sink, Arovane, Suzywan, Dabrye, Donna Regina, Téléfax, Bernhard Fleischmann, Aoki Takamasa, Tujiko Noriko, Gangpol und Mit, Cabanne, D tekt, Vlador, benge, Jonas Bering, Won, Domotic, The Konki Duet, Softland, Ark, D/JYU
- 2003 : Sylvain Chauveau, VS Price, Hensley, Murcof, Colleen, Sogar, Box, Hermann & Kleine, Arco5, Del Wire, Braille & Angström Crew, Apparat, Aoki Takamasa, Miles Whittaker, Aurel, Bmx

## Public
D'après une étude réalisée auprès des festivaliers de l'édition 2010, le public des Siestes Electroniques se compose de :
- Hommes : 55 %  //  Femmes : 45 %
- - de 20 ans : 10 %  //  20-25 ans : 41,5 %  //  26-30 ans : 24 %  //  31-40 ans : 19,5 %  //  + de 40 ans : 5 %
- Toulousain : 62 %

## Association
Le festival est organisé par l’association Rotation. L'association compte entre 40 et 60 adhérents selon les années. Les adhérents sont appelés à participer à l'essentiel des décisions de l'association et s'engagent pleinement dans l'organisation du festival.
L'association compte deux employés (un poste d'administration et de coordination et un poste de communication et partenariats) et rémunère son directeur artistique. L'ensemble des autres fonctions est assuré à titre bénévole.

## Économie
L'essentiel des concerts donnés dans le cadre des Siestes Electroniques étant gratuits, les ressources propres du festival ne suffisent pas à financer l'ensemble des coûts. Aussi la pérennité du festival dépend-elle d'un certain nombre de soutiens, notamment ceux des collectivités territoriales. Le festival est ainsi aidé par la Ville de Toulouse, le Conseil régional de Midi-Pyrénées et le Conseil général de la Haute-Garonne. L'État (via la DRAC Midi-Pyrénées) a subventionné le festival de 2004 à 2008.
Le budget de l'association Rotation oscille entre 150 000 et 200 000 € qui se répartissent de la manière suivante :
CHARGES : frais de fonctionnement (de 30 à 40 %), frais artistiques (de 30 à 40 %), frais logistique (de 20 à 30 %), frais de communication (de 5 à 7 %)
PRODUITS : subventions (50 %), ressources propres (45 %), mécénat (5 %)
L'association publie le budget détaillé de l'édition toulousaine du festival sur son site : http://www.les-siestes-electroniques.com/Budget.

## Développement à l'étranger
À partir 2007, Les Siestes électroniques ont développé un programme export de leur concept, basé sur un principe de coopération avec des festivals ou des structures culturelles proches de leurs préoccupations esthétiques, en Europe et dans le monde. Les dates suivantes ont ainsi été réalisées : 
- Janvier 2007 : Les Siestes Electroniques @ club transmediale, Berlin
- Avril 2007 : Les Siestes Electroniques @ Riga
- Septembre 2007 : Les Siestes Electroniques @ TodaysArt, La Haye
- Février 2008 : Les Siestes Electroniques @ Le Caire
- Octobre 2008 : Les Siestes Electroniques @ Kyoto
- août 2009 : Les Siestes Electroniques @ Piknic Electronik, Montréal
- Novembre 2010 : Les Siestes Electroniques @ Brazzaville
- Février 2011 : Les Siestes Electroniques @ club transmediale, Berlin
- Septembre 2011 : Les Siestes @ Berlin Music Week, Berlin
- Juin 2012 : Les Siestes @ Abu Dhabi
- Septembre 2012 : Les Siestes @ Berlin Music Week, Berlin
- Novembre 2012 : Les Siestes @ Brazzaville
- Avril 2013 : Les Siestes @ Montevideo & Buenos Aires
- Juin 2013 : Les Siestes @ Amsterdam
- Juillet 2013 : Les Siestes @ Piknic Electronik, Montréal
- Octobre 2013 : Les Siestes @ Ho Chi Minh Ville & Hanoi (dans le cadre de la saison française au Viêt Nam)
- Septembre 2016 : Les Siestes @ Seoul
- Juin 2017 : Les Siestes @ Agadir
- Septembre 2017 : Les Siestes @ Leipzig
- Septembre 2017 : Les Siestes @ Milan
- Novembre 2017 : Les Siestes @ Conakry
- Août 2018 : Les Siestes @ Coimbra